# Plena

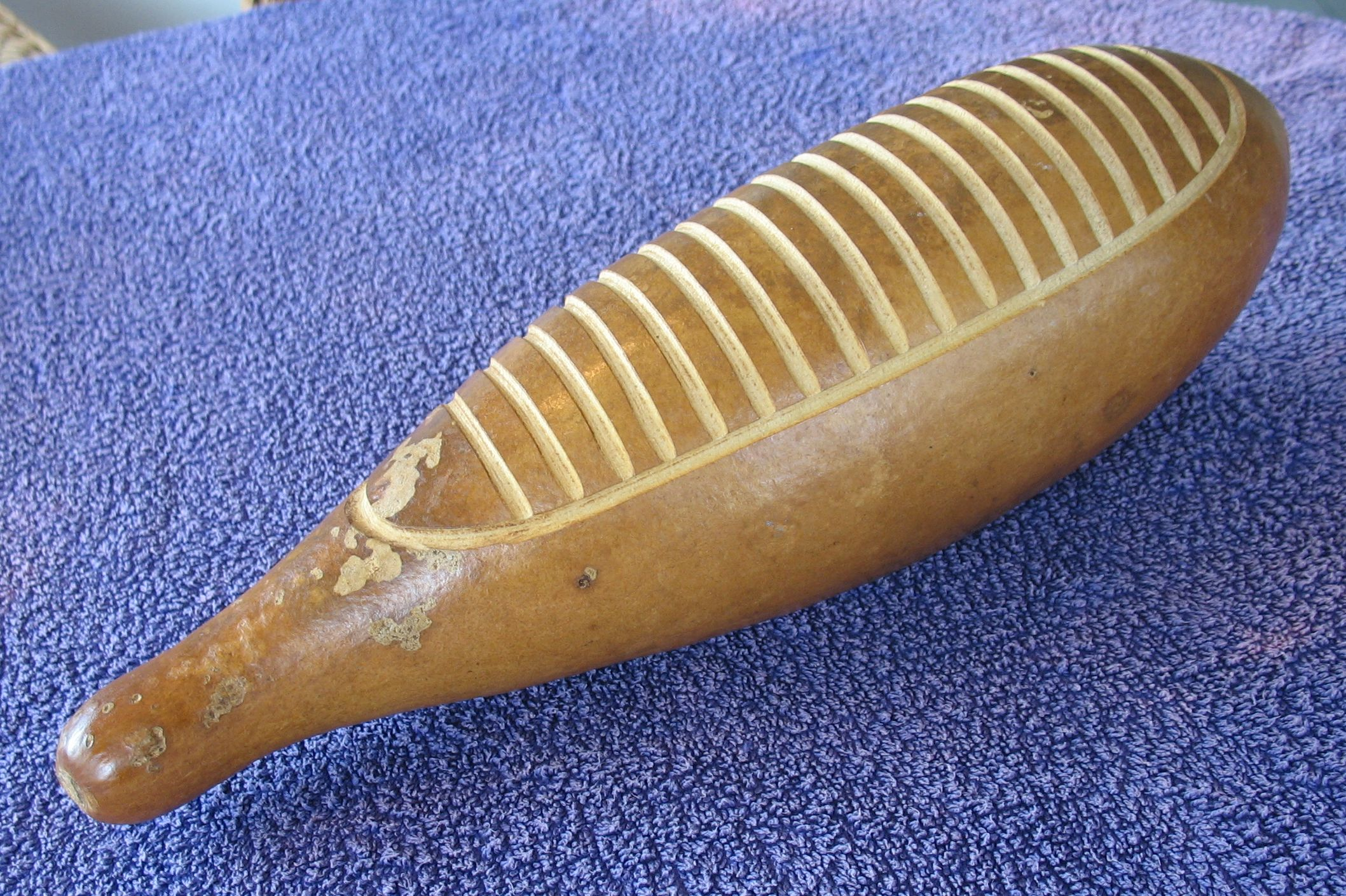
Un güiro

La Plena è un genere musicale folkloristico di Porto Rico. Questo genere di musica è stato molto influenzato dalla musica africana e da quella spagnola. In Trinidad e a Barbados esiste un tipo di musica simile. Nata nel distretto di Ponce agli inizi del '900, questo tipo di musica si basa molto sul ritmo e le percussioni più utilizzate sono la panderetas (percussione tipica del luogo) e il güiro, ma ne vengono utilizzate anche delle altre: le maracas e il tamburo detto requinto. Altri strumenti molto importanti e caratteristici di questo genere sono la fisarmonica e il Cuatro.